# Oribe Peralta
Oribe „Cepillo” Peralta Morones (ur. 12 stycznia 1984 w Torreón) – meksykański piłkarz występujący na pozycji napastnika, reprezentant Meksyku.
W 2012 roku jego dwie bramki w finale z Brazylią (2:1) na Igrzyskach Olimpijskich w Londynie dały Meksykowi złoty medal. Został wybrany przez CONCACAF na najlepszego piłkarza 2013 roku Ameryki Północnej, Środkowej i Karaibów.

## Lata młodości
Peralta przyszedł na świat 12 stycznia 1984 w Torreón jako syn Miguela Ángela Peralty i Juliety Morones. Jego ojciec, kibic piłkarski, nadał mu imię na cześć urugwajskiego skrzydłowego Oribe Maciela, który w latach 1972–1981 występował w lidze meksykańskiej w barwach Club América i Unión de Curtidores. Jego młodszym bratem jest inny meksykański zawodnik, Obed Peralta (ur. 1987), były zawodnik drugoligowego wówczas Club Tijuana.

## Kariera klubowa
Peralta jest wychowankiem zespołu Monarcas Morelia. Do seniorskiej drużyny został włączony przez trenera Rubéna Omara Romano. W meksykańskiej Primera División zadebiutował 22 lutego 2003 w przegranym 1:2 spotkaniu z Américą. Do końca rozgrywek Clausury 2003 pojawił się na placu gry jeszcze jeden raz – 9 marca w zremisowanym 1:1 meczu z Cruz Azul.
Latem tego samego roku Peralta został zawodnikiem drugoligowego Club León. W ciągu roku gry w Liga de Ascenso wychowanek Morelii zdobył 10 goli w 33 spotkaniach i zajął z drużyną pierwsze miejsce w rozgrywkach, co nie zapewniło jednak Leónowi awansu do najwyższej klasy rozgrywkowej.
Przed sezonem Apertura 2004 Peralta powrócił do Primera División, podpisując umowę z C.F. Monterrey. Był jednym z pierwszych piłkarzy zakupionych przez nowego szkoleniowca zesppołu, Miguela Herrerę. Z zespołem tym dwukrotnie zdobywał tytuł wicemistrza Meksyku (Apertura 2004 i Apertura 2005). Jego dobre występy zaowocowały pierwszymi powołaniami do reprezentacji narodowej.
W 2005 roku na kilka miesięcy został wypożyczony do zespołu C.D. Guadalajara, w celu wsparcia drużyny w rozgrywkach Copa Libertadores. Ostatecznie zawodnik rozegrał cztery mecze w Pucharze Wyzwolicieli, nie zdobywając żadnej bramki.
Latem 2006 Peralta został zawodnikiem drużyny Santos Laguna z siedzibą w jego rodzinnym mieście, Torreónie. Wywalczył z tym zespołem mistrzostwo Meksyku w sezonie Clausura 2008, jednak w taktyce trenera Daniela Guzmána był jedynie rezerwowym – rozegrał wówczas 17 spotkań (3 w wyjściowej jedenastce), strzelając jedną bramkę.
W styczniu 2009 Peralta został wypożyczony na rok do klubu Jaguares de Chiapas z siedzibą w Tuxtla Gutiérrez. Podczas sezonów Clausura 2009 i Apertura 2009 rozegrał łącznie 35 meczów, zdobywając 12 goli.
Po powrocie do Santos Laguny 26-letni piłkarz wywalczył z drużyną dwa wicemistrzostwa z rzędu (sezony Bicentenario 2010 i Apertura 2010). O ile w pierwszych z wymienionych rozgrywek Peralta był podstawowym zawodnikiem zespołu (prowadzonego przez byłego szkoleniowca Peralty z Morelii, Rubéna Omara Romano), to podczas Apertury był jedynie rezerwowym dla Christiana Beníteza, który powrócił do Torreónu z wypożyczenia do Birmingham City. Latem 2011, po odejściu Ekwadorczyka, wywalczył sobie miejsce w wyjściowej jedenastce i został jednym z najlepszych napastników w Meksyku. W wiosennym sezonie Clausura 2012 zdobył ze swoim klubem mistrzostwo Meksyku, a także został odznaczony dwoma nagrodami w plebiscycie Meksykańskiego Związku Piłki Nożnej – dla najlepszego piłkarza i napastnika w lidze meksykańskiej. W 2012 i 2013 roku dochodził z Santos Laguną do finału Ligi Mistrzów CONCACAF, za każdym razem przegrywając w nim jednak ze swoją byłą drużyną – CF Monterrey.
13 maja 2014 ogłoszono, że od nowego sezonu Peralta będzie zawodnikiem czołowego meksykańskiego zespołu Club América ze stołecznego miasta Meksyk, podpisując z nim trzyletni kontrakt – w zamian Santos Laguna otrzymała 5 milionów dolarów oraz kartę zawodniczą Adriána Aldrete. Z roczną pensją 2,5 miliona dolarów został najlepiej opłacanym piłkarzem w historii ligi meksykańskiej. Już w jesiennym sezonie Apertura 2014 jako podstawowy piłkarz Amériki zdobył trzecie w swojej karierze mistrzostwo Meksyku. W 2015 roku zajął drugie miejsce w krajowym superpucharze – Campeón de Campeones, triumfował w najbardziej prestiżowych rozgrywkach Ameryki Północnej – Lidze Mistrzów CONCACAF, a także wziął udział w Klubowych Mistrzostwach Świata, podczas których strzelił gola w ćwierćfinale z Guangzhou Evergrande (1:2), natomiast América uplasowała się na piątej pozycji. W 2016 po raz drugi z rzędu triumfował ze swoją ekipą w północnoamerykańskiej Lidze Mistrzów.

## Kariera reprezentacyjna
Pierwsze powołanie do seniorskiej reprezentacji Meksyku Peralta otrzymał w 2005 roku od selekcjonera Ricardo La Volpe. W kadrze narodowej zawodnik Monterrey zadebiutował 9 marca tego samego roku w zremisowanym 1:1 towarzyskim spotkaniu z Argentyną, natomiast 27 kwietnia wystąpił w konfrontacji z Polską, zakończonej takim samym wynikiem.
W 2011 roku Peralta został powołany przez asystenta selekcjonera reprezentacji Meksyku, Luisa Fernando Tenę, na Copa América. Większość składu tamtej kadry stanowili zawodnicy z rocznika 1989 i młodsi. Zawodnik Santos Laguny wystąpił we wszystkich trzech meczach swojej reprezentacji na tym turnieju. Ostatecznie kadra Meksyku po trzech porażkach zajęła ostatnie miejsce w grupie, odpadając z południowoamerykańskiego turnieju.
Pierwszą bramkę w seniorskiej kadrze Peralta zdobył 10 sierpnia 2011 w zremisowanym 1:1 towarzyskim meczu ze Stanami Zjednoczonymi, od tamtego czasu będąc podstawowym zawodnikiem reprezentacji.
W październiku 2011 Luis Fernando Tena powołał Peraltę na Igrzyska Panamerykańskie w Meksyku, gdzie zespół gospodarzy wywalczył złoty medal na męskim turnieju piłkarskim. Napastnik Santos Laguny był podstawowym graczem kadry narodowej – zdobył sześć bramek w pięciu spotkaniach, zostając królem strzelców imprezy.
W 2012 roku Peralta został powołany jako jeden z trzech starszych zawodników do prowadzonej przez Tenę reprezentacji Meksyku U-23 na Igrzyska Olimpijskie w Londynie. Tam wystąpił we wszystkich sześciu meczach od pierwszej minuty, zdobywając cztery bramki – w fazie grupowej ze Szwajcarią (1:0), półfinale z Japonią (3:1) oraz dwie w finale z faworyzowaną Brazylią (2:1). Szczególnie wielkie znaczenie miały jego trafienia w spotkaniu finałowym, które zapewniły Meksykowi jedyny na tych igrzyskach złoty medal, a sam zawodnik zyskał wielką popularność w Meksyku i zagranicą.
Kluczowym zawodnikiem meksykańskiej kadry Peralta był podczas zakończonych ostatecznie powodzeniem eliminacji do Mistrzostw Świata 2014. Zakończył je jako najlepszy strzelec swojej drużyny i drugi najskuteczniejszy zawodnik kwalifikacji. Dziesięciokrotnie wpisywał się wówczas na listę strzelców, z czego pięć razy w dwumeczu barażowym z Nową Zelandią (5:1, 4:2).
W 2014 roku Peralta znalazł się w ogłoszonym przez selekcjonera Miguela Herrerę składzie na Mistrzostwa Świata w Brazylii. Tam również miał niepodważalne miejsce w wyjściowej jedenastce, tworząc duet napastników z Giovanim dos Santosem i rozgrywając wszystkie cztery spotkania od pierwszej minuty. Zdobył wówczas zwycięskiego gola w meczu fazy grupowej z Kamerunem (1:0), później wystąpił również w innych grupowych meczach; z Brazylią (0:0) i Chorwacją (3:1) oraz w 1/8 finału z Holandią (1:2), po którym Meksykanie odpadli z mundialu.
W 2015 roku Peralta wygrał z Meksykiem rozgrywki Złotego Pucharu CONCACAF, podczas których wystąpił we wszystkich sześciu meczach i strzelił cztery gole – trzy w meczu fazy grupowej z Kubą (6:0) i jednego w finale z Jamajką (3:1).
W 2016 roku Peralta po raz drugi wziął udział w turnieju Copa América, gdzie rozegrał dwa z czterech możliwych spotkań (jedno w wyjściowym składzie) i w fazie grupowej wbił gola Jamajce (2:0). Meksykanie, prowadzeni wówczas przez Juana Carlosa Osorio, odpadli natomiast w tej jubileuszowej edycji rozgrywek w ćwierćfinale, znacząco ulegając Chile (0:7).

## Życie prywatne
Jego żoną jest Mónica Quintana, z którą ma córkę Rominę oraz synów Diego i Jerónimo.